# جورج جونستون (سياسي)
جورج جونستون (بالإنجليزية: George Johnstone)‏ هو محامي وسياسي أمريكي، ولد في 18 أبريل 1846 في الولايات المتحدة، وتوفي في 8 مارس 1921 في نفس البلد. حزبياً، نشط في الحزب الديمقراطي. وقد انتخب عضو مجلس النواب الأمريكي.